# Literaturjahr 1857
Liste der Literaturjahre

◄◄ | ◄ | 1853 | 1854 | 1855 | 1856 | Literaturjahr 1857 | 1858 | 1859 | 1860 | 1861 | ► | ►►

Weitere Ereignisse
Dieser Artikel behandelt das Literaturjahr 1857.

## Ereignisse

### Prosa

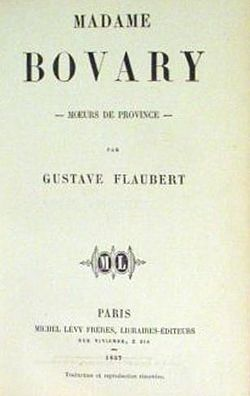
Titelblatt der Erstausgabe

- 7. Februar: Gustave Flaubert wird von einem Pariser Gericht in einem Strafprozess von der Anklage freigesprochen, mit Schilderungen in dem Roman Madame Bovary gegen Moral und Religion verstoßen zu haben.
- Madame Bovary erscheint erstmals in Buchform, nachdem es im Vorjahr bereits in Fortsetzungen im Feuilleton der Revue de Paris veröffentlicht worden ist.

- Adalbert Stifter veröffentlicht den dreibändigen Bildungsroman Der Nachsommer.
- Von Wilhelm Raabe erscheint der Roman Ein Frühling.
- Lew Nikolajewitsch Tolstoi vollendet den dritten Teil seiner Trilogie Kindheit, Knabenjahre, Jünglingsjahre. Außerdem veröffentlicht er die Kurzgeschichte Luzern.

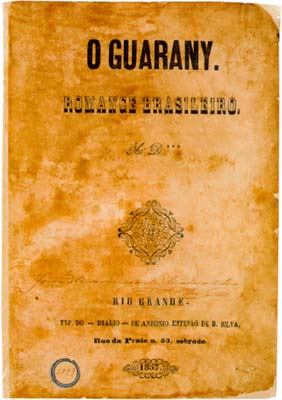
O Guarany, Umschlagseite der Erstausgabe

- Von José de Alencar erscheint der historische Roman O Guarany. Es ist der erste Teil einer Trilogie und gilt als bedeutendes Werk der brasilianischen Romantik.
- Das Deutsche Märchenbuch von Ludwig Bechstein erscheint in der „Auflage letzter Hand“. Die erste Auflage erschien im Jahr 1845.
- Prosper Mérimée erstellt das Dictée de Mérimée.

### Lyrik

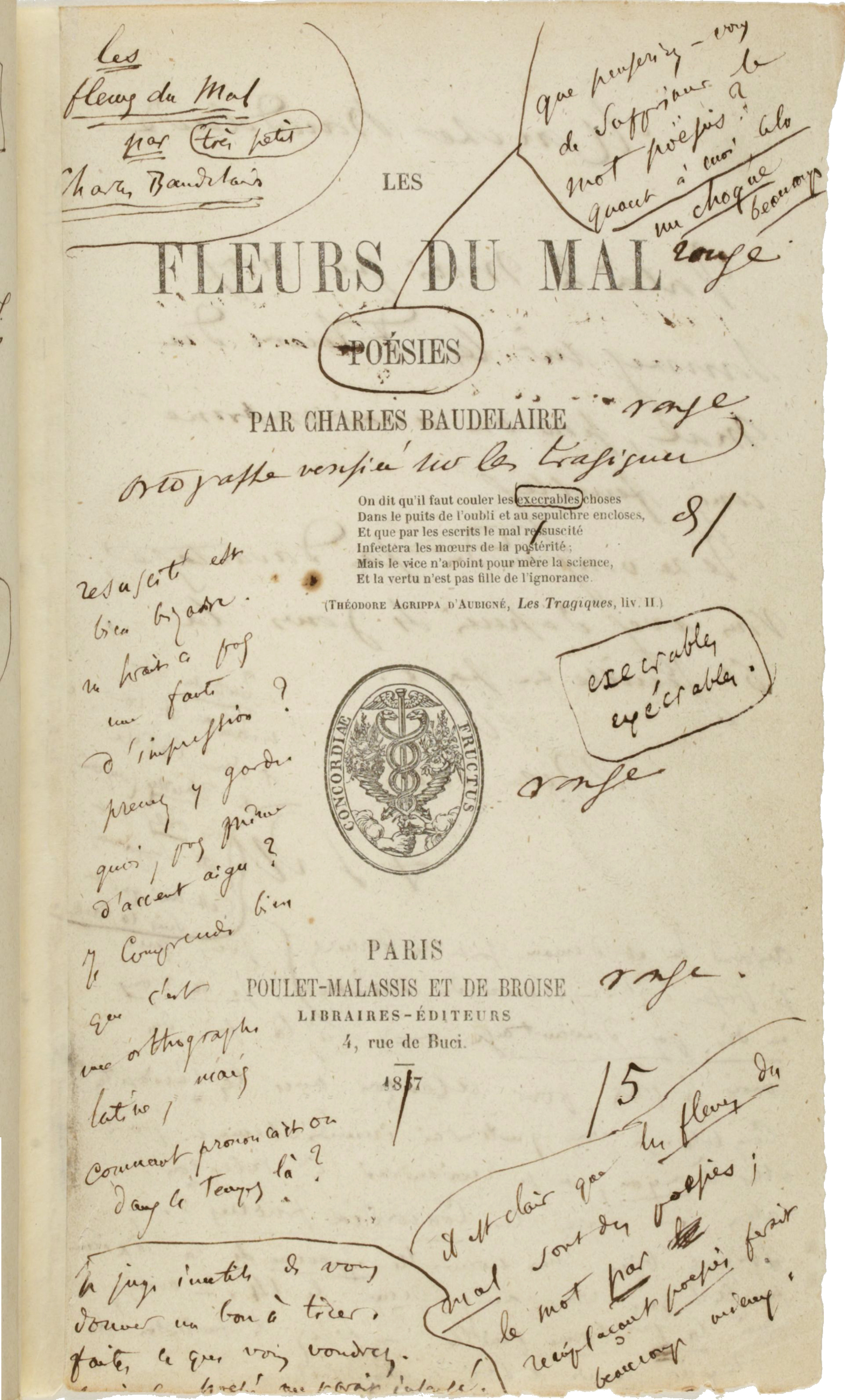
Ausgabe der Fleurs du Mal von 1857, Probeabzug der Titelseite mit Anmerkungen Baudelaires

- 25. Juni: Die Erstausgabe des Gedichtbandes Les Fleurs du Mal des französischen Dichters Charles Baudelaire erscheint. Bereits am 7. Juli leitet die Staatsanwaltschaft eine Strafverfolgung wegen Gotteslästerung und Beleidigung der öffentlichen Moral ein.
- 20. August: Charles Baudelaire wird wegen „Beleidigung der öffentlichen Moral und der guten Sitten“ zu einer Geldstrafe von 300 Francs verurteilt. Eine Geldbuße erhält zudem sein bevorzugter Verleger Auguste Poulet-Malassis. Sechs inkriminierte Gedichte – Lesbos, Femmes damnées, Le Lèthe, À celle qui est trop gaie, Les Bijoux und Les Métamorphoses du vampire – müssen überdies aus den Fleurs du Mal entfernt und dürfen nicht weiter veröffentlicht werden. Ende des Jahres beginnt Baudelaire mit der Ausarbeitung einer zweiten Ausgabe.
- 1857/58: Francis James Child veröffentlicht die erste Ausgabe der von ihm gesammelten Child Ballads.

### Drama
- 26. März: Die Komödie Die Affäre Rue de Lourcine von Eugène Labiche erlebt ihre Uraufführung am Théâtre du Palais-Royal in Paris.
- Die Komödie Pasuchins Tod von Michail Saltykow-Schtschedrin erscheint im Druck (Uraufführung 1889).

### Periodika
- 3. Januar: Das New Yorker Nachrichtenmagazin Harper’s Weekly erscheint erstmals.
- 18. April: Die Erstausgabe der 16-seitigen illustrierten Wochenzeitung Le Monde illustré erscheint in Frankreich.
- 1. Mai: In Pärnu erscheint die Erstausgabe der estnischsprachigen Wochenzeitung Perno Postimees ehk Näddalileht, die das erwachende estnische Nationalbewusstsein unterstützt. Wichtigster Redakteur ist Johann Voldemar Jannsen.
- 1. November: Das US-amerikanische Kulturmagazin The Atlantic Monthly erscheint erstmals.

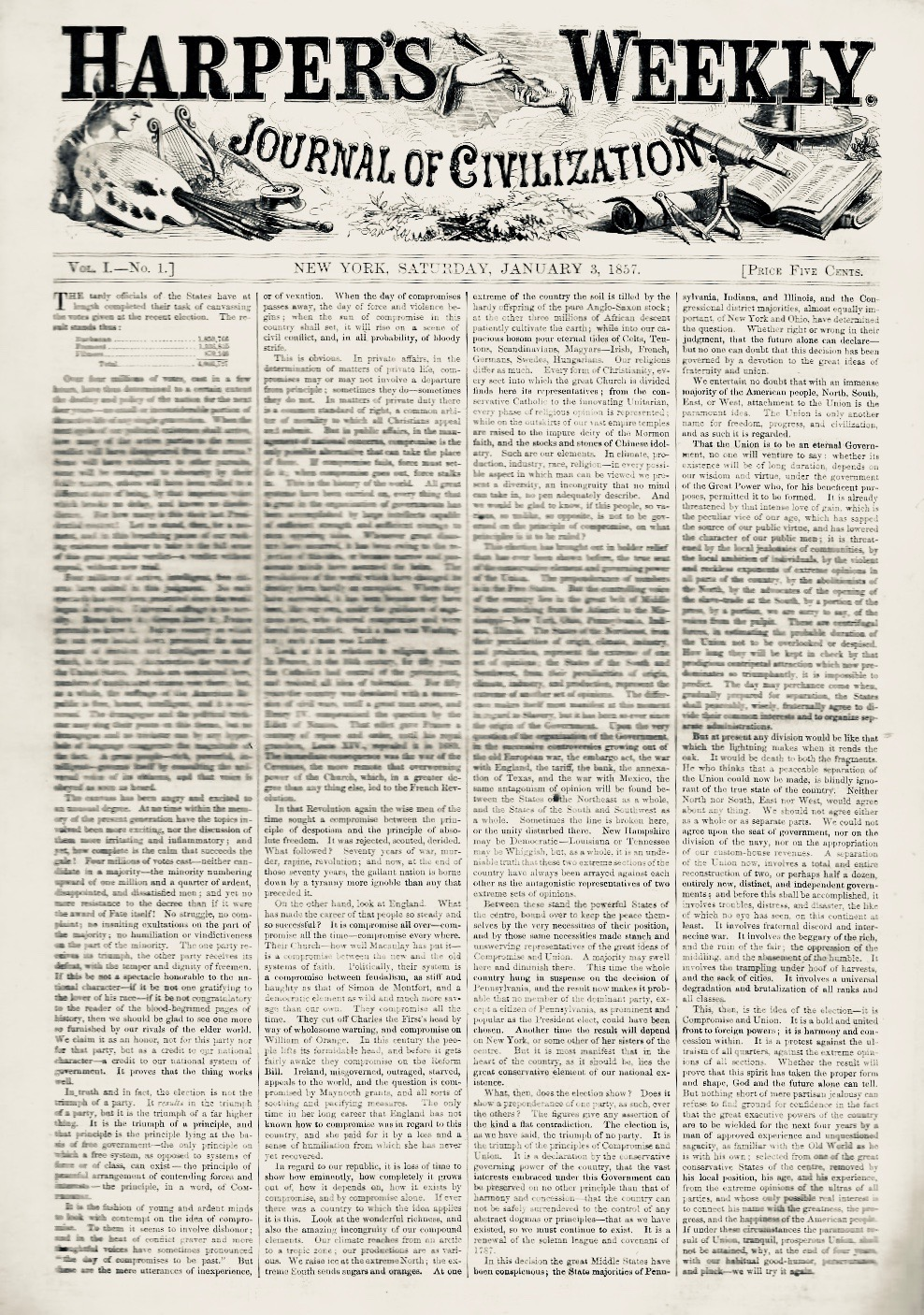
Titelblatt der Erstausgabe des Harper’s Weekly
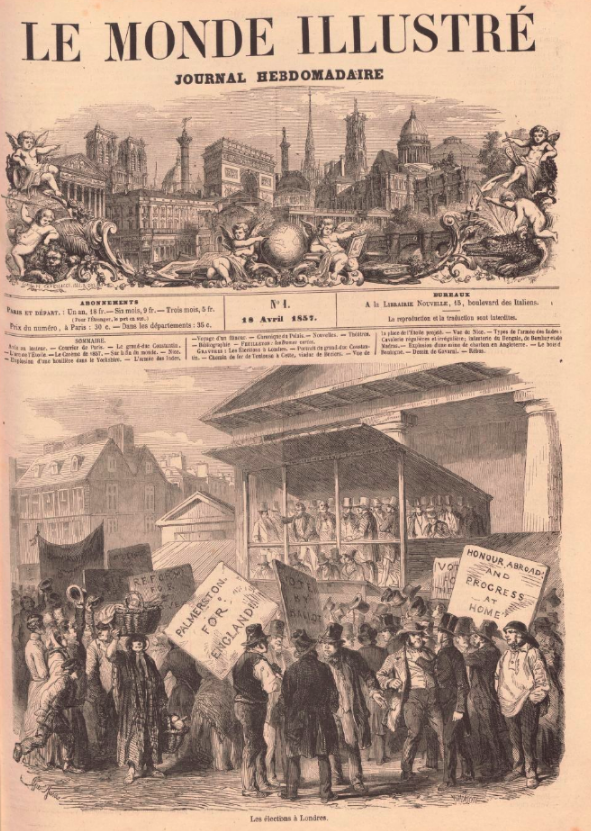
Titelblatt der Erstausgabe von Le Monde illustré
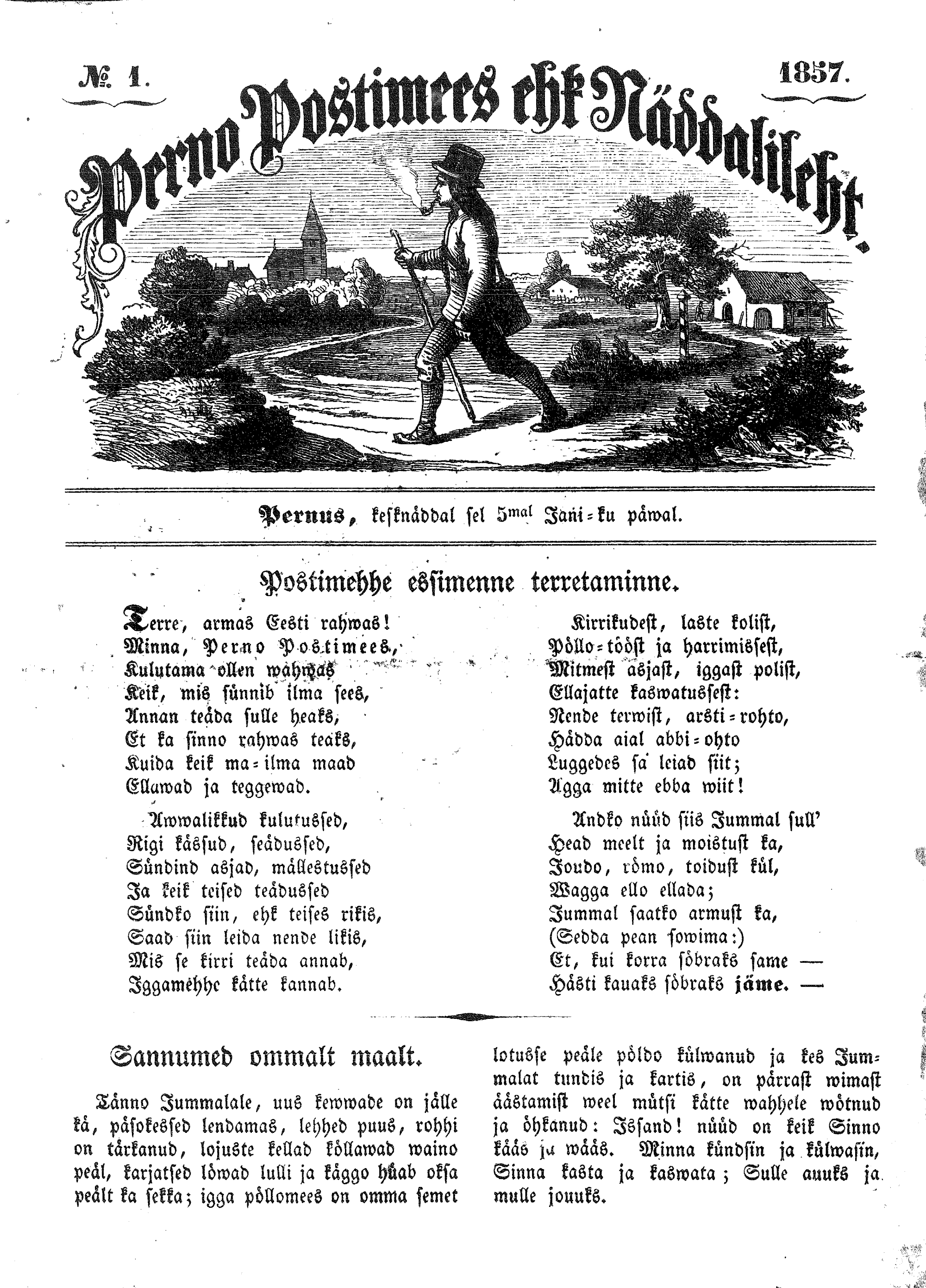
Titelblatt der ersten Ausgabe des Perno Postimees (1857)
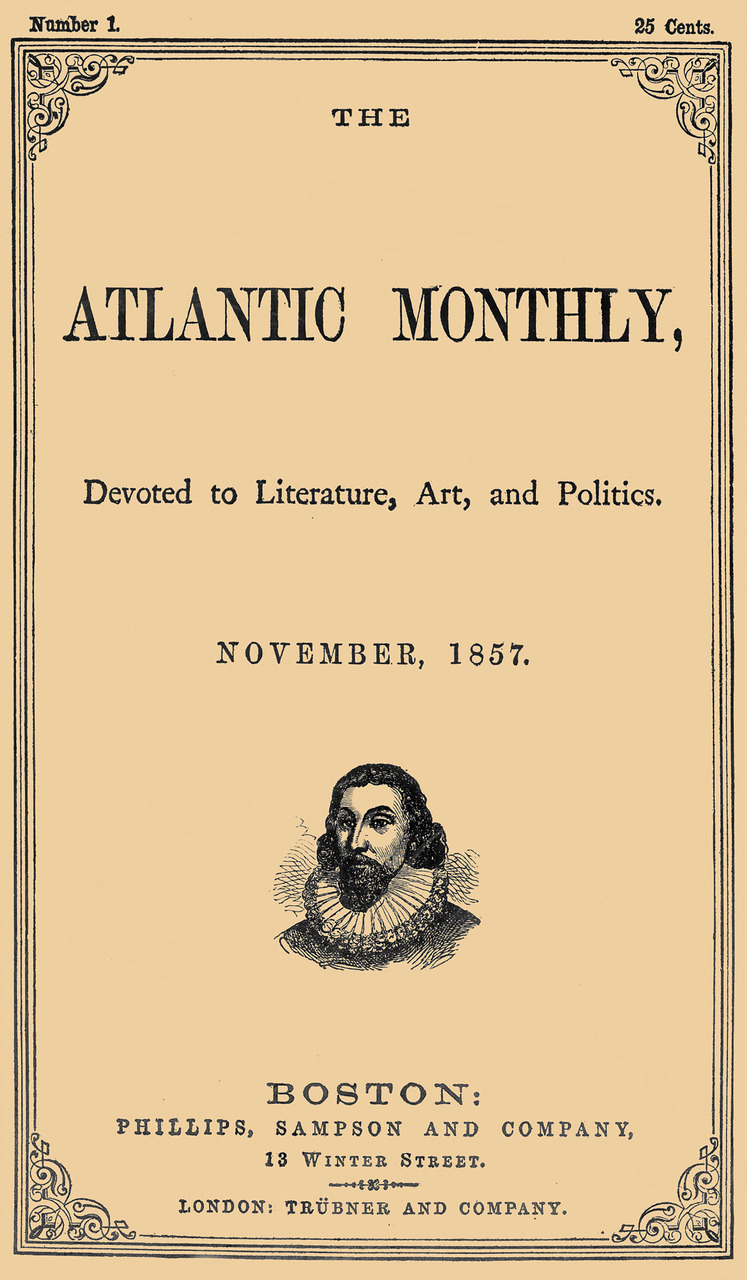
Die Erstausgabe des Atlantic Monthly
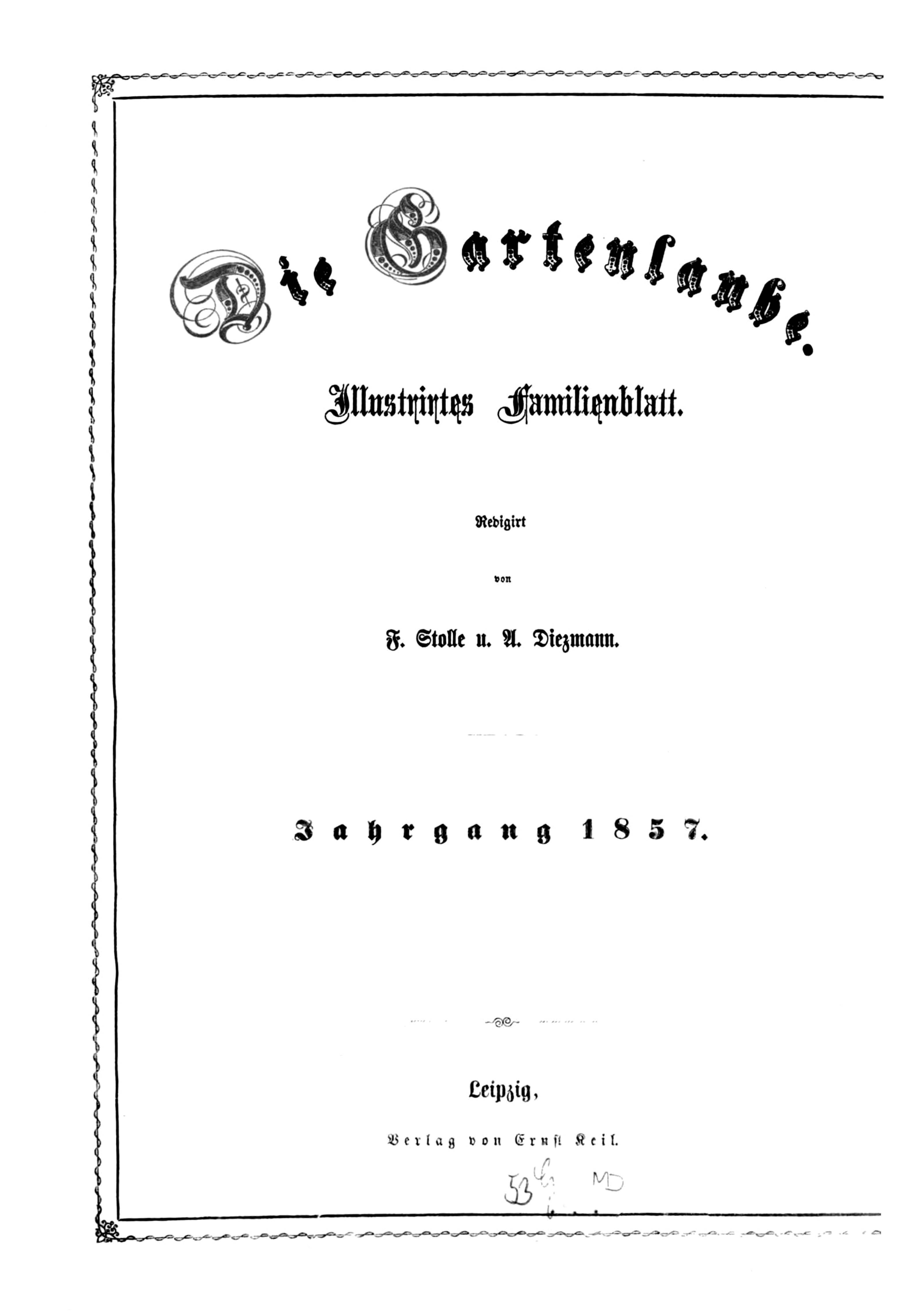
Die Gartenlaube 1857

### Wissenschaftliche Werke
- August: Karl Marx beginnt mit der Arbeit an dem Werk Grundrisse der Kritik der politischen Ökonomie, eine der Vorarbeiten zu Das Kapital.
- Elizabeth Gaskell verfasst die Biographie The Life of Charlotte Brontë über die vor zwei Jahren verstorbene Schriftstellerin.

## Geboren
- 14. Januar: Emil Barber, Oberlausitzer Naturforscher und Mundartdichter († 1917)
- 13. Februar: Friedrich Adler, österreichischer Schriftsteller († 1938)
- 23. Februar: Margaret Deland, US-amerikanische Schriftstellerin († 1945)
- 26. Februar: Émile Coué, französischer Autor, Begründer der Autosuggestion, Medizin († 1926)
- 31. März: Édouard Rod, Schweizer Autor († 1910)
- 11. April: Gabriela Zapolska, polnische Schriftstellerin († 1921)
- 20. April: Herman Bang, dänischer Schriftsteller († 1912)
- 16. Mai: Hermann Wette, deutscher Arzt und Schriftsteller († 1919)
- 2. Juni: Karl Gjellerup, dänischer Schriftsteller († 1919)
- 27. Juni: Rosa Axamethy, österreichische Schriftstellerin
- 24. Juli: Henrik Pontoppidan, dänischer Schriftsteller († 1943)
- 14. September: Alice Blackwell, US-amerikanische Journalistin und Frauenrechtlerin († 1950)
- 30. September: Hermann Sudermann, deutscher Schriftsteller und Dramatiker († 1928)
- 5. Oktober: Fedor von Zobeltitz, deutscher Journalist und Schriftsteller († 1934)
- 11. Oktober: Henri Cain, französischer Librettist und Maler († 1937)
- 12. Oktober: Frieda von Bülow, deutsche Schriftstellerin († 1909)
- 12. Oktober: Wilhelm Fabricius, deutscher Bibliothekar und Historiker († 1942)
- 31. Oktober: Axel Munthe, schwedischer Arzt und Autor († 1949)
- 16. November: Jón Sveinsson, isländischer Schriftsteller († 1944)
- 22. November: George Robert Gissing, englischer Schriftsteller († 1903)
- 1. Dezember: Reinhold Steig, deutscher Literaturhistoriker († 1918)
- 3. Dezember: Joseph Conrad, polnisch-englischer Schriftsteller († 1924)

## Gestorben
- 21. März: Abraham Jacob van der Aa, niederländischer Lexikograph und Literat (* 1792)
- 2. Mai: Alfred de Musset, französischer Schriftsteller (* 1810)
- 16. Juli: Pierre-Jean de Béranger, französischer Dichter (* 1780)
- 3. August: Eugène Sue, französischer Schriftsteller (* 1804)
- 10. August: John Wilson Croker, englischer Parlamentsredner, Dichter und Journalist (* 1780)

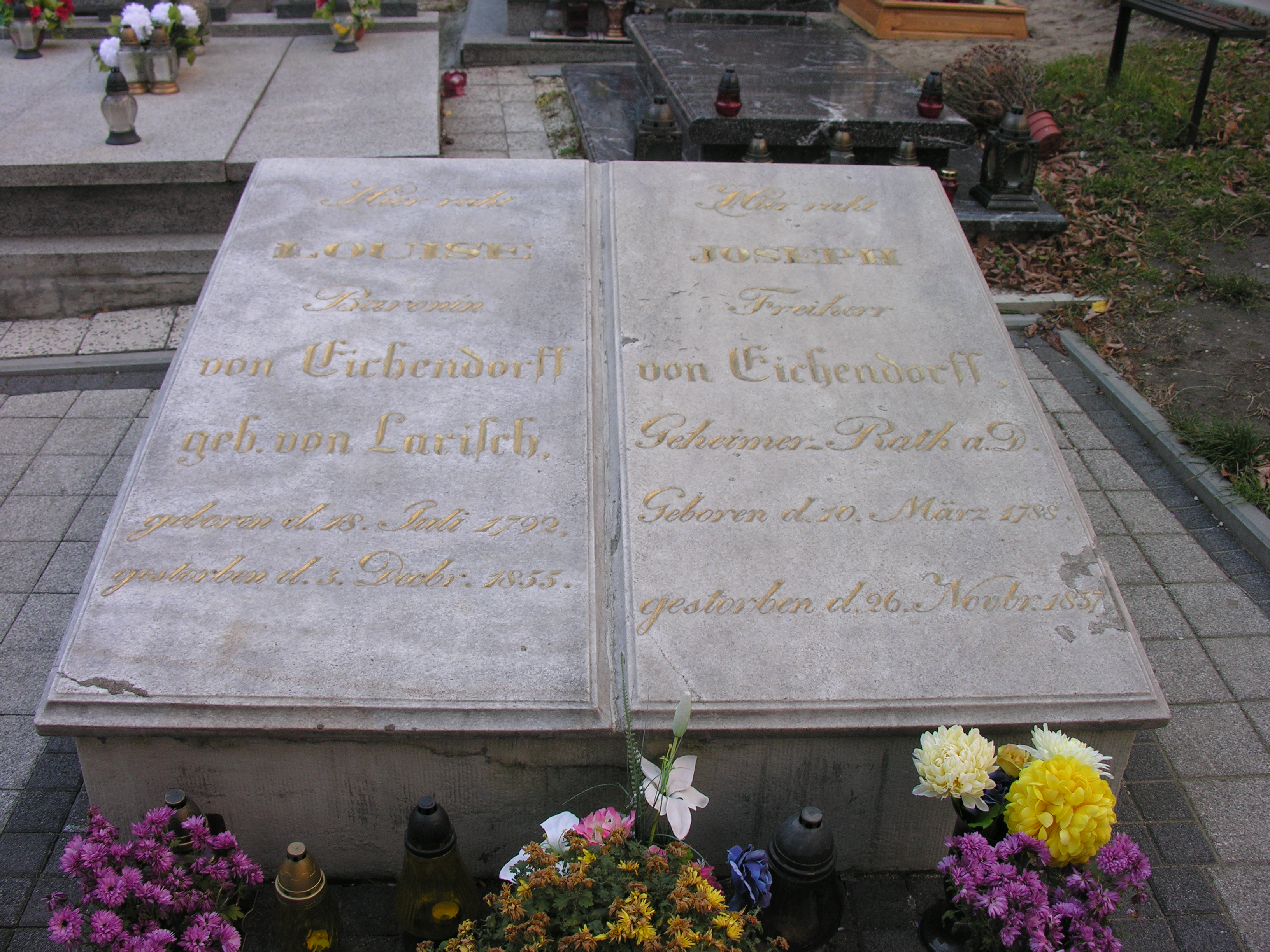
Das Grab von Joseph von Eichendorff auf dem Jerusalemer Friedhof in Neisse-Nysa in Polen

- 26. November: Joseph Freiherr von Eichendorff, deutscher Dichter (* 1788)